# Société d’Études du Canal de Suez
Die Société d’Études du Canal de Suez (korrekt: Société d’Études de l’Isthme de Suez) war eine 1846 von dem Saint-Simonisten Prosper Enfantin in Paris gegründete Gesellschaft zum Studium des Isthmus von Sues bzw. der Möglichkeiten zum Bau eines Sueskanals.

## Vorgeschichte
Seit etwa 1820 hatten sich die Saint-Simonisten mit der Idee befasst, eine Kanalverbindung zwischen dem Mittelmeer und dem Roten Meer zu schaffen. Enfantin war unter anderem zu diesem Zweck 1833 mit einigen seiner Anhänger nach Ägypten gereist. Er konnte zwar den Vizekönig Muhammad Ali Pascha nicht für seine Ideen interessieren, aber seine Vorstellungen unter anderem mit dem französischen Konsul Lesseps, dem in der ägyptischen Kanalverwaltung tätigen Linant de Bellefonds und dem mit seiner Overland Route befassten englischen Lieutenant Waghorn diskutieren. Nachdem einige seiner Anhänger bei den Arbeiten an dem Nildamm nördlich von Kairo an der Pest gestorben waren, kehrte er 1836 nach Paris zurück. Enfantin war zwar von diesem Fehlschlag enttäuscht, aber auch zehn Jahre danach immer noch nicht entmutigt.

## Die Gesellschaft
Mitglieder der Gesellschaft waren die Franzosen Enfantin, Arlès-Dufour, Jules, Lon und Paulin Talabot, die Briten Robert Stephenson und Edward Starbuck, der Österreicher Alois Negrelli, Generalinspektor der Kaiser-Ferdinands-Nordbahn, und als Vertreter der deutschen Interessen die Herren Feronce und Sellier aus Leipzig. Der Sitz der Gesellschaft befand sich im Hause von Prosper Enfantin. Es soll sich weniger um eine rein private Angelegenheit, sondern eher um eine halboffizielle Kommission gehandelt haben, die vom Vizekönig und seinem leitenden Ministerialbeamten Linant-Bey unterstützt wurde.
Im September 1847 entsandte die Gesellschaft drei Gruppen von Ingenieuren und Vermessern nach Ägypten. Die von Negrelli und Stephenson geleiteten Gruppen erkundeten insbesondere die entsprechenden Küstenabschnitte, während der von Talabot beauftragte Paul-Adrien Bourdaloue mit seiner Gruppe eine vollständige Vermessung des Isthmus vornahm und damit die seit den Vermessungsarbeiten von Jacques-Marie Le Père bei Napoléons ägyptischer Expedition vorherrschende Theorie widerlegte, dass es einen mehr als 9 m großen Niveauunterschied zwischen den beiden Meeren gebe.
Infolge der Revolutionen von 1848, der wachsenden Bedeutung der Eisenbahnen, des Desinteresses der englischen Teilnehmer und des Todes von Muhammad Ali Pascha musste die Gesellschaft anschließend weitere Tätigkeiten einstellen.